# Сейферт (лунный кратер)
Кратер Сейферт (лат. Seyfert) — большой древний ударный кратер в северном полушарии обратной стороны Луны. Название присвоено в честь американского астронома Карла Кинана Сейферта (1911—1960) и утверждено Международным астрономическим союзом в 1970 г. Образование кратера относится к нектарскому периоду.

## Описание кратера

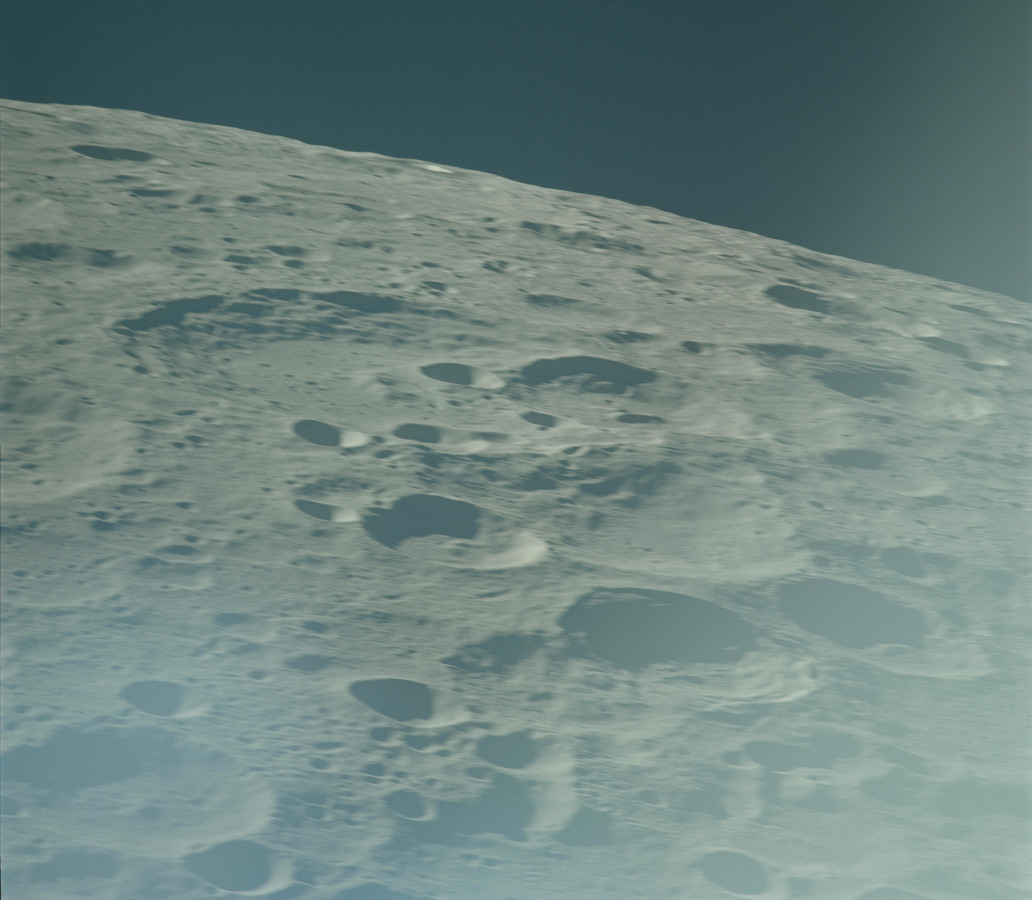
Кратер Сейферт. Снимок с борта Аполлона-16.

Ближайшими соседями кратера являются кратер Эспин на западе; кратер Гарриот на севере; кратер Иннес на востоке-юго-востоке и кратер Ползунов на юге . Селенографические координаты центра кратера 29°16′ с. ш. 114°20′ в. д. / 29,26° с. ш. 114,34° в. д., диаметр 102,6 км, глубина 2,9 км.
Кратер Сейферт имеет полигональную форму, слегка вытянут в направлении север-юг и значительно разрушен. Северо-восточная часть кратера перекрыта сателлитным кратером Сейферт А. Вал сглажен, восточная часть вала спрямлена. Внутренний склон вала неравномерный по ширине, с остатками террасовидной структуры, в восточной части отмечен несколькими небольшими кратерами. Дно чаши относительно ровное, отмечено множеством мелких кратеров. В центре чаши расположен невысокий хребет, к северу от последнего расположен приметный чашеобразный кратер.
Кратер отмечен следами системы лучей от кратера Джордано Бруно расположенного на северо-западе.

## Сателлитные кратеры
| Сейферт | Координаты                                              | Диаметр, км |
| ------- | ------------------------------------------------------- | ----------- |
| A       | 30°34′ с. ш. 115°05′ в. д. / 30,56° с. ш. 115,08° в. д. | 52,0        |

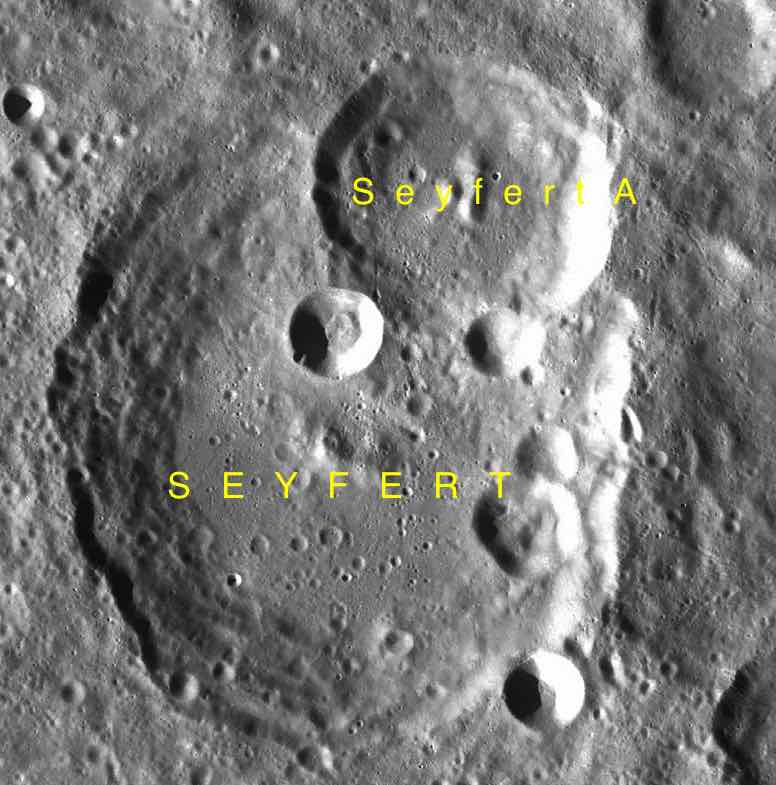
Фрагмент карты LAC-47.

- Образование сателлитного кратера Сейферт A относится к нектарскому периоду[1].